# Slag bij Ball's Bluff
De Slag bij Ball's Bluff vond plaats op 21 oktober 1861 in Loudoun County, Virginia tijdens de Amerikaanse Burgeroorlog. Deze slag is ook gekend onder de namen Slag bij Harrison’s Island of de Slag bij Leesburg.
Deze slag was maar een kleine confrontatie vergeleken met de veldslagen die in de volgende jaren zouden volgen. Toch was het de tweede grootste veldslag in het oostelijke theater in 1861. De slag zou gevolgen hebben op de bevelhebberstructuur. Ook stelde men zich vragen omtrent de scheiding der machten in een oorlogssituatie.

## Achtergrond
McClellan werd begin oktober 1861 aangesteld tot opperbevelhebber van het Noordelijk leger. Drie maanden na de Eerste Slag bij Bull Run werd het leger van de Potomac verder getraind en uitgerust om eventueel in te zetten voor operaties in Virginia.
Op 19 oktober 1861 beval McClellan brigadegeneraal George A. McCall om met zijn divisie op te rukken naar Dranesville, Virginia zo’n 18 kilometer ten zuiden van Leesburg. McCall moest via deze verkenning achterhalen wat de plannen waren van de Zuidelijke eenheden onder leiding van kolonel Nathan G. Evans. De Noordelijken hadden vernomen dat Evans Leesburg verlaten zou hebben. Evans had Leesburg inderdaad verlaten in de nacht van 16 op 17 oktober weliswaar zonder bevelen van hogerhand. Toen de Zuidelijke brigadegeneraal P.G.T. Beauregard hiervan hoorde, gaf hij Evans het bevel om terug te keren naar Leesburg. Op 19 oktober nam Evans een defensieve positie in op de lijn Alexandria-to-Winchester Turnpike net buiten Leesburg.
Diezelfde avond kwam McClellan aan in Dranesville om te overleggen met McCall. Hierbij gaf McClellan het bevel aan McCall om de volgende morgen terug te keren naar het hoofdkamp bij Langley, Virginia. McCall vroeg echter de toestemming om omliggende wegen verder in kaart te brengen. Hierdoor vertrok hij pas in de ochtend van 21 oktober naar Langley toen de veldslag vrijwel begonnen was.
Op 20 oktober, terwijl McCall zijn kaarten bijwerkte, werd brigadegeneraal Charles Pomeroy Stone op pad gestuurd om de reactie van de Zuidelijken te testen. Stone stelde zijn eenheden op langs de oever van de Potomac nabij Edwards Ferry. Hij liet zijn artillerie posities beschieten waar hij de Zuidelijke eenheden vermoedde en stuurde 100 soldaten van de 1st Minnesota Volunteer Infantry naar de overkant van de rivier net voor het invallen van de avond. Toen Stone merktte dat er geen enkele reactie kwam van de Zuidelijken, trok hij al zijn troepen terug naar zijn kamp.
Stone gaf de opdracht aan colonel Charles Devens, bevelhebber van de 15th Massachusetts Infantry, om een patrouille naar de overkant van de rivier (bij Ball’s Bluff) te sturen om de vijandelijke posities te verkennen. Kapitein Chase Philbrick en 20 mannen werden naar de overkant gestuurd. Na ongeveer 1,5 kilometer stootte de onervaren Philbrick op een bomenrij die hij aanzag voor tenten van de Zuidelijken. Zonder zijn bevindingen te controleren keerde hij en zijn mannen terug naar het kamp om te melden dat ze een vijandelijk kampement gezien hadden bij Ball’s Bluff. Stone gaf onmiddellijk het bevel aan Devens om met 300 soldaten het vijandelijk kamp bij dageraad aan te vallen. Daarna moesten ze terugkeren naar hun eigen kamp.
Wat begon met een kleine verkenning zou de volgende ochtend uitgroeien uit tot een overval op een kamp en zelfs tot een volledige veldslag.

## De slag
In de ochtend van 21 oktober ontdekte Devens mannen dat de ontvangen informatie verkeerd was. Er was geen vijandelijk kamp. Devens stelde zijn mannen op in 3 rijen en stuurde een boodschapper terug naar Stone. Toen Stone het nieuws ontving stuurde hij de rest van de 15th Massachusetts (zo’n 350 soldaten) naar de overkant van de rivier om Devens te versterken. Toen deze mannen arriveerden, kreeg Devens de opdracht om het gebied rond Leesburg verder te verkennen.
Terwijl de boodschapper terug op weg naar kolonel Devens, arriveerde senator en kolonel Edward Dickinson Baker in het kamp bij Stone. Toen Baker informeerde naar de recente ontwikkelingen, vertelde Stone alles over het kamp dat er niet was en de verkenningsopdracht van Devens. Baker kreeg de instructie om de situatie bij Ball’s Bluff te evalueren en indien nodig extra manschappen naar de overzijde van de rivier te sturen.
Op weg naar de rivier kwam Baker de boodschapper tegen die met nieuwe informatie naar Stone op weg was. Hij meldde dat Devens zonet een kleine schermutseling had gehad met een compagnie van de 17th Mississippi Infantry. Baker gaf onmiddellijk het bevel om zo veel mogelijk eenheden naar de overkant van de rivier te sturen. Hij was echter vergeten om na te gaan hoeveel boten er beschikbaar waren. Door de grote toestroom van eenheden en een tekort aan boten, ontstond er al snel een opstopping. Hierdoor werden maar mondjesmaat eenheden de rivier overgezet in de loop van de dag.
Ondertussen hadden Devens en zijn regiment twee nieuwe aanvallen van de Zuidelijken afgeslagen. De reeds overgezette Noordelijke eenheden kwamen Devens positie echter niet versterken, waardoor hij zich genoodzaakt zag om rond 14.00u zich terug te trekken naar de oversteekplaats. Een halfuurtje later sloot hij zich aan bij Baker. Rond 15.00u vielen de Zuidelijken in grote aantallen aan.
Kolonel Baker sneuvelde rond 16.30 uur en blijft tot op heden de enige senator die sneuvelde tijdens een veldslag. Na de mislukte uitbraakpoging van de Noordelijken rond Ball’s Bluff, begonnen ze op een wanordelijke manier de rivier terug over te steken. Tegen het vallen van de avond arriveerde er een nieuw Zuidelijke regiment die onmiddellijk in de aanval ging. De Noordelijke eenheden vluchtten nadat hun linie doorbroken werd.
Veel van de Noordelijke soldaten vielen van de steile oevers aan de zijdzijde van Ball’s Bluff in de rivier. De weinige boten die er waren, waren overvol en zonken al snel. Vele soldaten verdronken hierbij. Deze lichamen spoelden in de volgende dagen aan langs de oevers in Washington D.C. en Mount Vernon. 223 Noordelijke soldaten sneuvelden. 226 werden gewond en 553 soldaten werden gevangengenomen.

## Gevolgen
Vergeleken met toekomstige veldslagen was deze slag maar een kleine nederlaag voor de Noordelijken. Het verlies van een Amerikaanse senator had echter grotere politieke gevolgen. Stone kreeg alle schuld van de nederlaag. Er waren zelfs leden van het Congres die hierin een samenzwering tegen de Unie zagen. De ontevredenheid over de nederlagen bij de slagen van Bull Run, Wilson’s Creek en Ball’s Bluff leidden tot de oprichting van het “U.S. Congress Joint Committee on the conduct of the war”. Dit zou in het verder verloop van de oorlog nog tot verschillende politieke vetes leiden tussen de generaals van verschillende politieke signatuur.
De site van de slag wordt door inspanningen van vrijwilligers onderhouden. Het werd tot nationaal monument verklaard in 1984.